# Dusona petitor
Dusona petitor là một loài tò vò trong họ Ichneumonidae.